# Acrosymphytaceae
Acrosymphytaceae, biljna porodica u koljenu crvenih algi (Rhodophyta) koja pripada vlastitom redu Acrosymphytales. Sastoji se za sada od dva poznata roda: Acrosymphyton sa 6 vrsta, koji je opisan 1926. i Acrosymphytonema.
Rod Schimmelmannia Schousboe ex Kützing, 1849, pripada vlastitoj porodici Schimmelmanniaceae.